# L'École des stars
L’École des stars est une émission de télévision française de télé réalité de type télé-crochet produite par In The Target, une filiale d' Endemol France en 2 saisons et diffusée sur Direct 8 entre le 11 novembre 2008 et le 25 décembre 2009 et présentée par Laurie Cholewa. Le concept a été créé par Pierre Faucon  et Stéphane Bertheau.

## Diffusion
Lors de la 1er saison en 2008, l'émission était diffusée le mardi à 20 h 40.
Lors de la 2ème saison en 2009, l'émission était diffusé le vendredi à 20 h 40.

## Principe
42 enfants (50 lors de la première saison), âgés de 8 à 12 ans, sélectionnés parmi 2 000 candidats au départ, participent à un concours de chant sur 6 émissions. Un jury composé de deux personnes les sélectionne au fur et à mesure jusqu'à ce qu'il n'en reste plus que 10, puis 5, avant de déterminer le vainqueur.
Chaque semaine, un artiste invité à l'émission interprète un duo avec les enfants et aide le jury à faire ses choix.

## Déroulement des saisons

### Saison 1 (2008)
La première saison débute le 11 novembre 2008 pour s'achever le 16 décembre 2008.

#### Candidats
Cinquante candidats participent à l'émission lors de la première saison : le jury en retient dix, cinq, puis deux avant de choisir le vainqueur. 
Cette première saison est remportée par Valentin, âgé de 11 ans, interprète des chansons Éducation sentimentale de Maxime Le Forestier et En apesanteur de Calogero.

#### Jury
- Nathalie Corré
- Bruno Berberes

#### Artistes invités
- Richard Gotainer
- Natasha St-Pier
- Roch Voisine
- Patrick Fiori
- Julie Zenatti
- Gilbert Montagné

### Saison 2 (2009)
La seconde saison de L'École des stars débute le 20 novembre 2009 à 20 h 40.

#### Candidats
Trente-deux candidats sont sélectionnés après un grand casting national, seuls quatre accèdent à la finale. 
Le vainqueur de cette deuxième saison est Léo Rispal, âgé de 9 ans, interprète des chansons Le Temps qui court d'Alain Chamfort et Heart of Glass de Blondie.
Louane Emera (Anne) a participé à cette saison, alors qu'elle était âgée de 12 ans.

#### Jury
- Maureen Dor
- Bruno Berberes

#### Artistes invités
- Sofia Essaïdi
- Hélène Ségara
- Didier Barbelivien
- Amandine Bourgeois
- Dany Brillant
- Tina Arena